# Пенека
Пенека (на турски: Kömürköy, Кьомюркьой) е село в Източна Тракия, Турция, околия Виза, вилает Лозенград (Къркларели). Селото има 640 жители.

## География
Пенека е разположено на 170 метра надморска височина в най-югоизточните склонове на планината Странджа. От околийския център град Виза (Визе) е отдалечено на 14 километра в източна посока, а от вилаетския Лозенград (Къркларели) на 71 километра.

## История
В 19 век Пенека е будно българско село във Визенска каза на Османската империя. Според „Етнография на вилаетите Адрианопол, Монастир и Салоника“, издадена в Константинопол в 1878 година и отразяваща статистиката на населението от 1873 Пинека (Pinéka) е село с 205 домакинства и 1000 жители българи. Пенека е най-голямото от шестте български села във Визенско и в него има смесено българско училище с учител и учителка. Поминъкът на населението е предимно въглищарство като въглищата се продават в Родосто. Жителите на Пенека взимат дейно участие в съпротивителното движение на Вътрешната македоно-одринска революционна организация.
В 1899 година бунархисарският учител Христо Настев с помощта на учителя в Пенека Георги Найденов и Тодор Шишманов основава в селото комитет на ВМОРО.
Според Христо Силянов след Илинденското въстание през 1904 година 3/4 от селото минава под върховенството на Българската екзархия.
Според статистиката на професор Любомир Милетич в 1912 година в селото живеят 260 патриаршистки български семейства или 961 души.
В 1913 година след Междусъюзническата война жителите му са прогонени в България и на тяхно място са заселени турци бежанци. Бежанци от Пенека са настанени във Василико и Анхиало, на мястото на изселили се гърци, както и в селата Бурунджук, Гьозекен, Гулица, Еркеч, Тастепе, Айваджик.

## Личности
Родени в Пенека
- Димитър Иванов, български свещеник и революционер, служил в родното си село в цьрквата „Света Богородица“, осъден на 100 години заточение, намалени по-късно на 15 години[8]
- Димитър Янев Попов, български свещеник и революционер, служил в родното си село в цьрквата „Света Богородица“, получил доживотна присъда[9]
- Иван Янев Димитров, български свещеник и революционер, служил в родното си село в цьрквата „Света Богородица“, осъден на 10 години заточение[10]
- Иван Димитров Дапчев, български комунист, роден в 1909 година, в СССР от 6 октомври 1934 година, арестуван на 8 февруари 1938 година в селището Черемшан, Куйбишевска област, ипратен в ИТЛ в Архангелска област, загинал, посмъртно реабилитиран с решение на Президиума на Архангелския областен съд, юли 1958 година[11]
- Михаил Вълчев Иванов (1893 – ?), син на революционера Вълчо Иванов, участник във войните за национално обединение, след които се заселва във Василико, оставил ценни спомени за Преображенското въстание във Визенско[12]
- Тодор Шишманов (1877 – 1909), български революционер
- Фотаки Димитров – Свинаря,[13] куриер на ВМОРО, участник в Илинденско-Преображенското въстание, загинал в 1903 година[14] при пенешките колиби Апартес[15]